# Popp-Insel
Die Popp-Insel ist eine kleine Insel in der Somow-See. Sie liegt vor dem Cook-Schelfeis an der Georg-V.-Küste und wurde 1946/47 während der Operation Highjump von der US-Marine sowie 1958 von einer sowjetischen Antarktisexpedition aus der Luft fotografiert. Die Insel ist nach Hans-Christian Popp (1928–1960) vom Meteorologischen Hauptobservatorium Potsdam benannt, der in der Nacht vom 2. auf den 3. August 1960 bei einem Brand auf der sowjetischen Mirny-Station ums Leben kam.